# 凯莱门·玛尔陶
凯莱门·玛尔陶（匈牙利語：Kelemen Márta，1954年9月17日—），匈牙利女子竞技体操运动员。她曾代表匈牙利获得1972年夏季奥运会体操比赛女子团体全能铜牌。她也参加了1976年夏季奥运会。